# Enrico Calzolari
Enrico Calzolari (La Spezia, 6 agosto 1900 – Genova, 27 aprile 1969) è stato un calciatore italiano.

## Carriera
Durante la carriera ha militato con le maglie di Andrea Doria e Fiorentina.
Inizia la carriera con la casacca dell'Andrea Doria, dove disputa la Prima Divisione per quattro stagioni, collezionando 68 presenze. Nel 1927 Calzolari si trasferisce alla Fiorentina, società costituita ufficialmente appena un anno prima, che nell'annata 1927-1928 partecipa al girone D del campionato di Prima Divisione; con i Viola disputa 13 delle 14 gare previste nel raggruppamento.
Viene ceduto alla fine della stagione 1927-1928.